# Бетешть (Тіміш)
Бетешть, Бетешті (рум. Bătești) — село у повіті Тіміш в Румунії. Адміністративно підпорядковане місту Феджет.
Село розташоване на відстані 342 км на північний захід від Бухареста, 76 км на схід від Тімішоари, 148 км на південний захід від Клуж-Напоки.

## Населення
За даними перепису населення 2002 року у селі проживали 503 особи, з них 499 осіб (99,2%) румунів.
Рідною мовою назвали:
| Мова       | Кількість осіб | Відсоток |
| ---------- | -------------- | -------- |
| румунська  | 495            | 98,4%    |
| українська | 5              | 1,0%     |